# Murillo (Fußballspieler, 2002)
Murillo (* 4. Juli 2002 in São Paulo; bürgerlich Murillo Santiago Costa dos Santos) ist ein brasilianischer Fußballspieler. Der defensive Mittelfeldspieler steht seit August 2023 beim englischen Erstligisten Nottingham Forest unter Vertrag.

## Karriere

### Verein
Der in São Paulo geborene Murillo verlor im Alter von 10 Jahren seinen Vater, der ein lebenslanger Anhänger von Corinthians war und der ihn zum Futsal führte. Danilo spielte in der Jugend für São Caetano, EC União Suzano und São Bernardo FC, ehe er 2019 über União Agrícola Barbarense FC zum SC Corinthians wechselte. Am 16. Januar 2023 wurde er, nachdem er mit der U20-Mannschaft Vizemeister geworden war, in die Profimannschaft befördert. Am 10. Februar 2023 verlängerte Murillo seinen Vertrag bis Ende 2025. Sein Debüt in der ersten Mannschaft gab er am 26. April, als er beim 2:0-Heimsieg gegen Clube do Remo in der Copa do Brasil eingewechselt wurde. Sein Debüt in der Série A gab Murillo am 29. April 2023, als er bei der 1:2-Auswärtsniederlage gegen den Stadtrivalen Palmeiras in der Startelf stand. Unter Cheftrainer Vanderlei Luxemburgo wurde er im Laufe der Saison schnell zum Stammspieler und zog das Interesse mehrerer europäischer Vereine auf sich.
Am 31. August 2023 unterschrieb Murillo für eine ungenannte Summe einen Fünfjahresvertrag beim Premier-League-Verein Nottingham Forest. Murillo gab sein Debüt am 1. Oktober 2023 gegen Brentford, fünf Wochen nach seiner Ankunft. Er stieg schnell zum Stammspieler auf und wurde zu Nottinghams Spieler der Saison 2023/24 gewählt. Am 21. Januar 2025 verlängerte Murillo seinen bestehenden Vertrag bei Forest bis Juni 2029.

### Nationalmannschaft
Murillo wurde am 1. November 2024 zum ersten Mal in die brasilianische Nationalmannschaft berufen, und zwar für die Qualifikationsspiele zur Weltmeisterschaft 2026 gegen Venezuela und Uruguay, obwohl er in beiden Spielen nicht eingesetzt wurde.
Am 25. März 2025 kam Murillo im Zuge eines Qualifikationsspiels zur Fußball-Weltmeisterschaft 2026 gegen Argentinien zu seinem Debüt in der A-Auswahl.